# Farrukh Sayfiev
Farrukh Sayfiev  (1991. január 17. –) üzbég labdarúgó, az Nasaf középpályása.

## Pályafutása

### A válogatottban
2014. augusztus 20-án mutatkozott be az üzbég válogatottban az Azerbajdzsán elleni barátságos mérkőzésen.

## Statisztika

### A válogatottban
| Üzbegisztán | Üzbegisztán | Üzbegisztán |
| Év          | Méérk.      | Gólok       |
| ----------- | ----------- | ----------- |
| 2014        | 9           | 0           |
| 2015        | 4           | 0           |
| 2016        | 0           | 0           |
| 2017        | 1           | 0           |
| 2018        | 1           | 0           |
| 2019        | 10          | 0           |
| 2020        | 2           | 0           |
| 2021        | 5           | 0           |
| 2022        | 8           | 1           |
| 2023        | 2           | 0           |
| Összesen    | 42          | 1           |

## Sikerei, díjai
Nasaf
- Üzbég kupa (1): 2015
- Üzbég bajnokság bronzérmes (2): 2013, 2014